# Grande Prêmio da Coreia do Sul
O Grande Prêmio da Coreia do Sul (português brasileiro) ou Grande Prémio da Coreia do Sul (português europeu) é uma corrida anual de Formula 1 realizada na Coreia do Sul. Após meses de especulação, em 2 de Outubro de 2006 ficou confirmado que o evento realmente iria ocorrer a partir de 2010, e que seria realizado no Circuito Internacional da Coreia, previsto para ser construído entre 2007 e fim de 2009. Foi também revelado que a corrida será promovida por uma companhia público-privada. O acordo era previsto para sete anos, com mais cinco anos opcionais, que asseguraria a realização do evento até pelo menos 2021.

## Ganhadores do GP da Coreia do Sul

### Por ano
| Ano  | Piloto           | Construtor              | Local   | Resumo   |
| ---- | ---------------- | ----------------------- | ------- | -------- |
| 2010 | Fernando Alonso  | Ferrari                 | Yeongam | Detalhes |
| 2011 | Sebastian Vettel | Red Bull Racing-Renault | Yeongam | Detalhes |
| 2012 | Sebastian Vettel | Red Bull Racing-Renault | Yeongam | Detalhes |
| 2013 | Sebastian Vettel | Red Bull Racing-Renault | Yeongam | Detalhes |

### Por pilotos que mais venceram
(Última atualização: GP da Coreia do Sul de 2013).
| Vitórias | Pilotos          | Edições          |
| -------- | ---------------- | ---------------- |
| 3        | Sebastian Vettel | 2011, 2012, 2013 |
| 1        | Fernando Alonso  | 2010             |

### Por equipes que mais venceram
(Última atualização: GP da Coreia do Sul de 2013).
| Vitórias | Construtor      | Edições          |
| -------- | --------------- | ---------------- |
| 3        | Red Bull Racing | 2011, 2012, 2013 |
| 1        | Ferrari         | 2010             |

### Por país
(Última atualização: GP da Coreia do Sul de 2013).
| Vitórias | País     | Edições          |
| -------- | -------- | ---------------- |
| 3        | Alemanha | 2011, 2012, 2013 |
| 1        | Espanha  | 2010             |

## Recordes do Grande Prêmio da Coreia do Sul
- Pole position: Sebastian Vettel, com 1:35.585 (2010, Red Bull Racing-Renault)
- Melhor volta em corrida: Sebastian Vettel, com 1:39.605 (2011, Red Bull Racing-Renault)